# Gewone dennenlotboorder
De gewone dennenlotboorder of dennenlotvlinder (Rhyacionia buoliana) is een vlinder uit de familie Tortricidae, de bladrollers. De spanwijdte van de vlinder bedraagt tussen de 16 en 24 millimeter. De soort komt zowel in Europa, als Noord-Afrika, Noord-Azië en ook Amerika voor. De soort overwintert als rups.

## Waardplant
De gewone dennenlotboorder heeft de den als waardplant. In de teelt van dennen kan de soort schadelijk zijn. De soort blijkt gevoelig te zijn voor luchtvervuiling, wat in bepaalde gevallen leidt tot meer voorkomen van de soort.

## Voorkomen in Nederland en België
De gewone dennenlotboorder is in Nederland en in België een vrij algemene soort, die verspreid over het hele gebied kan worden gezien. De soort vliegt van juni tot augustus.